# Savignies
Savignies és un municipi francès, situat al departament de l'Oise i a la regió dels Alts de França. L'any 2007 tenia 761 habitants.

## Demografia

### Població
El 2007 la població de fet de Savignies era de 761 persones. Hi havia 284 famílies de les quals 69 eren unipersonals (28 homes vivint sols i 41 dones vivint soles), 65 parelles sense fills, 134 parelles amb fills i 16 famílies monoparentals amb fills.
La població ha evolucionat segons el següent gràfic:
Habitants censats

### Habitatges
El 2007 hi havia 331 habitatges, 291 eren l'habitatge principal de la família, 15 eren segones residències i 25 estaven desocupats. 282 eren cases i 47 eren apartaments. Dels 291 habitatges principals, 227 estaven ocupats pels seus propietaris, 62 estaven llogats i ocupats pels llogaters i 2 estaven cedits a títol gratuït; 26 tenien una cambra, 13 en tenien dues, 22 en tenien tres, 74 en tenien quatre i 155 en tenien cinc o més. 192 habitatges disposaven pel capbaix d'una plaça de pàrquing. A 97 habitatges hi havia un automòbil i a 142 n'hi havia dos o més.

### Piràmide de població
La piràmide de població per edats i sexe el 2009 era:
| Homes | Edats   | Dones |
| ----- | ------- | ----- |
| 0     | 95 o +  | 0     |
| 0     | 90 a 94 | 4     |
| 0     | 85 a 89 | 12    |
| 12    | 80 a 84 | 8     |
| 4     | 75 a 79 | 36    |
| 8     | 70 a 74 | 12    |
| 12    | 65 a 69 | 4     |
| 8     | 60 a 64 | 8     |
| 8     | 55 a 59 | 12    |
| 36    | 50 a 54 | 12    |
| 24    | 45 a 49 | 40    |
| 24    | 40 a 44 | 32    |
| 48    | 35 a 39 | 48    |
| 24    | 30 a 34 | 32    |
| 16    | 25 a 29 | 16    |
| 12    | 20 a 24 | 4     |
| 28    | 15 a 19 | 28    |
| 36    | 10 a 14 | 56    |
| 36    | 5 a 9   | 32    |
| 20    | 0 a 4   | 28    |

## Economia
El 2007 la població en edat de treballar era de 485 persones, 375 eren actives i 110 eren inactives. De les 375 persones actives 353 estaven ocupades (185 homes i 168 dones) i 22 estaven aturades (9 homes i 13 dones). De les 110 persones inactives 33 estaven jubilades, 55 estaven estudiant i 22 estaven classificades com a «altres inactius».

### Ingressos
El 2009 a Savignies hi havia 290 unitats fiscals que integraven 725 persones, la mediana anual d'ingressos fiscals per persona era de 22.775 €.

### Activitats econòmiques
Dels 25 establiments que hi havia el 2007, 1 era d'una empresa alimentària, 6 d'empreses de construcció, 3 d'empreses de comerç i reparació d'automòbils, 1 d'una empresa de transport, 2 d'empreses d'hostatgeria i restauració, 2 d'empreses immobiliàries, 3 d'empreses de serveis, 4 d'entitats de l'administració pública i 3 d'empreses classificades com a «altres activitats de serveis».
Dels 11 establiments de servei als particulars que hi havia el 2009, 1 era una oficina de correu, 1 taller de reparació d'automòbils i de material agrícola, 1 guixaire pintor, 1 fusteria, 3 lampisteries, 1 electricista, 1 perruqueria i 2 restaurants.
Dels 3 establiments comercials que hi havia el 2009, 1 era una botiga de menys de 120 m², 1 una fleca i 1 una joieria.
L'any 2000 a Savignies hi havia 7 explotacions agrícoles que ocupaven un total de 444 hectàrees.

## Equipaments sanitaris i escolars
El 2009 hi havia 1 escola maternal integrada dins d'un grup escolar amb les comunes properes formant una escola dispersa i 1 escola elemental integrada dins d'un grup escolar amb les comunes properes formant una escola dispersa.

## Poblacions més properes
El següent diagrama mostra les poblacions més properes.